# کاتیرا
کاتیرا (به اسپانیایی: Catoira) یک شهرستان در اسپانیا است که در Caldas واقع شده‌است.

## خصوصیات
کاتیرا ۲۹٫۱ کیلومترمربع مساحت و ۳٬۴۷۳ نفر جمعیت دارد.